# ديميترا (إلس)
ديميترا (باليونانية: Δήμητρα)‏ وكانت تدعى ترومبيس (باليونانية: Τρουμπές)‏ قبل عام 1955، هي قرية تقع في اليونان في بلدية فارثولوميو في إليس.